# 海南垂穗石松
海南垂穗石松（学名：Palhinhaea hainanaense），为石松科垂穗石松属下的一个种。

## 扩展阅读
- 維基物種上的相關：海南垂穗石松